# Casaseca de Campeán
Casaseca de Campeán – gmina w Hiszpanii, w prowincji Zamora, w Kastylii i León, o powierzchni 12,24 km². W 2011 roku gmina liczyła 125 mieszkańców.